# Christian Gotthold Engelmann (Apotheker, 1787)
Christian Gotthold Engelmann (* 8. Dezember 1787 in Ochsenburg; † 13. März 1847 in Stuttgart) war ein deutscher Apotheker und Chemiefabrikant. Sein gleichnamiger Sohn Christian Gotthold Engelmann (1819–1884) war ebenfalls Apotheker und Chemiefabrikant und begründete die Basler Linie der Familie Engelmann.

## Leben
Christian Gotthold Engelmann wurde am 8. Dezember 1787 in Ochsenburg, ab 1975 ein Teilort von Zaberfeld geboren. Sein Vater war der gleichnamige Küfer Christian Gotthold Engelmann. Seine Mutter war Christiane Juliane Boehringer, die Tochter des Ochsenburger Kellereiküfers Johann Christoph Boehringer.
Engelmann absolvierte von 1802 bis 1806 eine Lehre bei dem Apotheker Hahn in Güglingen. Ab 1806 war er ein Jahr lang Gehilfe in einer Apotheke in Stuttgart, ab 1807 war er Gehilfe in Schaffhausen, von 1809 bis 1812 in Bern und ab 1812 in Genf. Schließlich war er von Herbst 1813 bis zum Juli 1814 Gehilfe in der Hofapotheke in Stuttgart. Wegen der Verwechslung von Arzneimitteln, durch die einige Waisenkinder geschädigt wurden, wurde er zu fünf Monaten Festungshaft verurteilt. Nach seiner Entlassung legte er in Stuttgart am 20. Dezember 1815 das Apothekerexamen ab, bei welchem ihm gute Kenntnisse und Fertigkeiten bescheinigt wurden.
In jenen Jahren schloss er Freundschaft mit Christian Gottlob Barth, in dem er das naturkundliche Interesse „erwecken“ konnte. Der nachmalige Protagonist der württembergischen Erweckungsbewegung tat sich in späteren Jahren als „Sammler naturkundlicher Exponate“ und „generöser Förderer der deutschen Naturalienkabinette“ hervor.
1817 heiratete Engelmann die Witwe Gottliebin Balz in Lauffen am Neckar, Besitzerin einer Materialwarenhandlung. Ebenfalls 1817 heiratete Christian Friedrich Boehringer (1791–1867) Engelmanns Schwester Beate Gottliebin Engelmann. Engelmann verlegte die Materialwarenhandlung von Lauffen nach Stuttgart und gründete zusammen mit seinem Schwager Boehringer die „Material- und Farbwarengroßhandlung Engelmann & Boehringer“. Sie kauften das Haus Marienstraße 2, in dem sie ihr Büro und ihre Wohnungen einrichteten. Außerdem erwarben sie ein Gelände hinter dem Hauptstätter Tor, wo sie ein einstöckiges Laboratorium zur Herstellung von Arzneimitteln und chemischen Stoffen errichteten. Nach Engelmanns Tod 1847 errichtete die Firma 1855 ein neues Laboratorium in der Rothebühlstraße 100. Nach dem Ausscheiden der Erben Engelmanns firmierte das Unternehmen ab 1859 als C. F. Boehringer & Söhne, später Boehringer Mannheim.
Engelmann starb am 13. März 1847 im Alter von 60 Jahren in Stuttgart. Seine Ehefrau überlebte ihn um 20 Jahre, sie starb im Alter von 76 Jahren am 26. September 1867 in Gernsbach im Murgtal.

## Familie
Engelmanns Vater Christian Gotthold Engelmann (1766–1826) war wie sein Großvater Johann Gottfried Engelmann Kellereiküfer in Kirchheim am Neckar, ab 1813 war er Hofküfer in Stuttgart. Er heiratete 1786 Christiane Juliane Böhringer (1761–1822). Aus der Ehe gingen vier Kinder hervor:
- Christian Gotthold Engelmann, geb. 8. Dezember 1787.
- Christof Gottfried Engelmann, geb. 20. März 1789.
- Beate Gottliebin Boehringer geb. Engelmann (1793–1823), 1. Frau des Kaufmanns Christian Friedrich Boehringer, Heirat 1817.
- Johanna Gottliebin Boehringer geb. Engelmann (1800–1832), 2. Frau des Kaufmanns Christian Friedrich Boehringer, Heirat 1823.